# Ricardo Lagos
Ricardo Froilán Lagos Escobar, GColIH; (Santiago, 2 de março de 1938) é um advogado, economista e político chileno. Foi presidente do Chile de 11 de março de 2000 até 11 de março de 2006.
Em seu mandato, que terminou com uma histórica popularidade, destacaram-se as assinaturas de tratados de livre comércio com Estados Unidos, China e a União Europeia, entre outros; importantes avanços em infra-estrutura; e a conclusão das reformas iniciadas pelos governos posteriores ao Regime Militar.
Entre os pontos polêmicos de seu governo, mencionou-se o conflito com os mapuches e suas reivindicações territoriais; sua atuação em problemas de índole ambiental; e a preparação de reformas no transporte da região metropolitana de Santiago (Transantiago) que foram implementadas no governo seguinte, de Michelle Bachelet, mas resultaram num grande fracasso.[carece de fontes?]

## Primeiros anos
Filho de Emma Escobar Morales e do agricultor Froilán Lagos, que faleceu quando Ricardo tinha apenas oito anos, cursou os estudos básicos no Liceu Manuel de Salas e os secundários no Instituto Nacional, no qual ingressou graças a sua tia, Fresia Escobar Morales, uma das pioneiras no mundo político chileno.
Em 1954, Ricardo Lagos ingressa na Faculdade de Direito da Universidade do Chile. Entre 1955 e 1959, dá seus primeiros passos na política, sendo eleito presidente do centro acadêmico.

## Presidência (2000-2006)

### Política interior

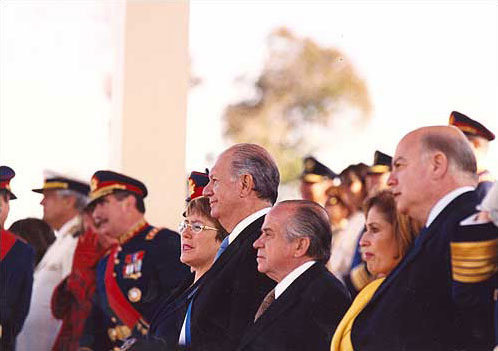
Ricardo Lagos comandando desfile militar, em 19 de setembro de 2003.

Durante o primeiro ano de seu mandato teve que enfrentar um alto nível de desemprego, gerado pela instabilidade política da região, processo que começou a se reverter no final de 2003. Apesar disto, Lagos teve um grande apoio popular, que chegou a seu ponto máximo nos primeiros meses de 2005, onde segundo diversas pesquisas de opinião, seu governo atingia níveis superiores ao 70% de apoio. A política de proximidade com o povo manifestou-se na abertura das portas do Palácio de La Moneda, que estavam fechadas para visitação desde o golpe de estado. Lagos foi o primeiro presidente do Chile que percorreu todas as comunas do país.
Seu governo foi sacudido em 2001 pelas acusações de suborno contra Patricio Tombolini, Subsecretário de Transportes, como consequência de irregularidades nas unidades de Certificação Técnica de Veículos Motorizados (inspeção veicular), acusações pelas quais Tombolini foi condenado judicialmente, sendo finalmente absolvido em forma completa pela Corte Suprema do Chile em 2007.
A 26 de setembro de 2001 foi agraciado com o Grande-Colar da Ordem do Infante D. Henrique de Portugal.
Desde 2002, seu governo deveu enfrentar as suspeitas de corrupção política, devido ao processo contra um de seus ministros, Carlos Cruz, e contra outros servidores públicos do Ministério de Obras Públicas, pelo caso denominado MOP-Gate. A juíza que apreciou o caso detectou que o ministério realizou contratos com empresas de assessoria que funcionaram como fachada para o pagamento de remuneração suplementar a servidores públicos do Ministério; e que em alguns desses casos, o Ministério requeria a empresas privadas por ele fiscalizadas, que efetuassem pagamentos a essas assessorias. Em um desdobramento deste caso, e após uma entrevista de Carlos Cruz, este reconheceu que ministros, subsecretários e outros representantes de estrita confiança do presidente recebiam pagamentos adicionais a seus salários, figura que se denominou como "sobresueldos". A irregularidade foi reconhecida pelo Presidente Ricardo Lagos, especificando-se que a prática se desenvolveu também durante os governos de Eduardo Frei Ruiz-Tagle e Patricio Aylwin, ainda que se suspeite que ela ocorresse desde longa data no Chile, como forma de complementar as rendas dos servidores públicos de alto escalão. A postura oficial do governo consistiu em não reconhecer características de delito nas práticas e em estabelecer uma reforma legal que aumentasse os salários de ministros e subsecretários de governo, matéria que foi aprovada em seu trâmite legislativo.
Durante seu governo frutificou a modalidade das concessões de serviços públicos, em que o Estado, sem perder a propriedade das obras que licita, as entrega para sua execução e operação a consórcios privados. No entanto, constantemente foi questionado que o Ministério de Obras Públicas sempre aparecia como responsável por estes projetos, apesar destes terem sido financiados mediante créditos outorgados às empresas executoras pelo sistema financeiro chileno, o qual se baseia nas empresas administradoras de fundos de pensão, que administram a previdência dos trabalhadores chilenos, capitalizando-se através do pagamento feito pelos usuários dos pedágios. Durante seu mandato se planejou o Transantiago, projeto de transporte urbano formado por ônibus integrados ao metrô da capital que, segundo próprias palavras da sucessora ao governo de Lagos, Michelle Bachelet, foi um rotundo fracasso basicamente porque tinha profundos erros de concepção.

### Direitos humanos
Todos os governos da coalizão conhecida como Concertación de Partidos por la Democracia produziram avanços em matéria de aclarar os crimes cometidos durante o regime do general Pinochet. Durante o governo Aylwin foi divulgado o Informe Rettig, que deu conta dos executados políticos e detidos desaparecidos. Com Frei, foram criadas as mesas de diálogo, nas quais as Forças Armadas deviam entregar a informação que tivessem sobre o paradeiro dos detidos desaparecidos. Ricardo Lagos formou una comissão para estabelecer a magnitude da tortura no Chile. A 28 de novembro de 2004, dia anterior ao lançamento do chamado Informe Valech, o presidente Lagos anunciou que o governo proveria compensação a aproximadamente 30 mil vítimas de violações dos direitos humanos sob o regime militar. Das 35 868 pessoas que testemunharam na Comissão Nacional sobre Prisão Política e Tortura (Comissão Valech) aproximadamente 30 mil casos foram considerados legítimos.

### Política social
Dentro de sua política social foi criado um seguro-desemprego, pago pelo Estado, pelos empregadores pelos trabalhadores. Foi também modificada uma lei para reformar o sistema de saúde mediante garantias explícitas à atenção da população. Foram criados um  programa de erradicação de favelas (Chile Barrio); um programa de proteção social para famílias em situação de extrema pobreza (Chile Solidario);  implementou-se a chamada Jornada Escolar Completa, que seria duramente questionada pela mobilização estudantil de 2006; a escolaridade tornou-se obrigatória durante 12 anos; criou-se uma instituição cultural central (Conselho Nacional da Cultura e das Artes); e por último o já mencionado plano de transporte público da região metropolitana de Santiago chamado Transantiago, que até o presente tem sido um fracasso.
Ademais, durante seu mandato se aprovou a primeira lei de casamento civil que permitiu o divórcio na história do Chile, iniciou-se a aplicação da lei de reforma do processo penal, criaram-se Tribunais de Família, aplicando-se o procedimento da sustentação oral nestas matérias para tornar mais ágil sua resolução; se aprovou a Lei de Financiamento Estudantil com Aval do Estado, com fortes críticas do movimento estudantil; e se aprovou uma das mais amplas modificações da constituição de 1980, desde que esta entrou em vigor.
Ricardo Lagos passou o poder para a também dita socialista Michelle Bachelet em 11 de Março de 2006.

## Distinções
- Doutoramento Honoris Causa pela Universidade de Salamanca (2005)